# جمهورية النمسا الأولى
الجمهورية النمساوية الأولى (بالألمانية: Erste Österreichische Republik)، واسمها الرسمي "جمهورية النمسا"، تأسست عقب توقيع معاهدة سان جيرمان أون ليه في 10 سبتمبر 1919، والتي مثّلت التسوية بعد نهاية الحرب العالمية الأولى، وأنهت الدولة المتبقية من الإمبراطورية الهابسبورغية المعروفة باسم "جمهورية النمسا الألمانية". انتهى عهد الجمهورية الأولى مع قيام الدولة النمساوية الاتحادية ذات الطابع السلطوي عام 1934، والتي تأسست على أساس ديكتاتورية أنغيلبرت دولفوس وجبهة الوطن [الإنجليزية].
دخل دستور الجمهورية حيز التنفيذ في 1 أكتوبر 1920، وتم تعديله في 7 ديسمبر 1929. وقد اتسمت هذه المرحلة الجمهورية بشكل متزايد بصراعات عنيفة بين التيارات اليسارية واليمينية، ما أدى إلى اندلاع انتفاضة يوليو عام 1927 والحرب الأهلية النمساوية عام 1934.

## التأسيس
في شهر سبتمبر من عام 1919، اقتُطعت أجزاء من دويلة هابسبورغ التابعة للجمهورية الألمانية النمساوية بموجب معاهدة سان جيرمان، والتي تنازلت على إثرها الجمهورية الألمانية النمساوية عن المناطق المأهولة ألمانيًا، من إقليم السوديت وحتى تشيكوسلوفاكيا، ومن منطقة التيرول الألماني وحتى إيطاليا، إضافة إلى جزء من مقاطعات جبال الألب ومملكة يوغوسلافيا. على الرغم من الاعتراضات النمساوية، حظرت هذه المعاهدة أيضًا عملية آنشلوس، أو الاتحاد النمساوي الألماني، دون موافقة عصبة الأمم. أُنشئت الجمهورية الجديدة بإرغبة من الحلفاء الذين رفضوا احتمال أن توسع ألمانيا المهزومة من حدودها.
تمكنت الدولة الجديدة من منع جيرانها من الاستيلاء على أرضين اثنتين تابعتين لها. إذ منعت دولة السلوفينيين والكروات والصرب من الاستيلاء على الجزء الجنوبي الشرقي من مدينة كيرنتن، الذي كان يسكنه جزئيًا السلوفينيون، من خلال استفتاء كارينثي في 10 أكتوبر من عام 1920، الذي اختار فيه أغلبية السكان البقاء مع النمسا، أما الأرض الثانية فتمثلت ببرغنلاند التي كانت جزءًا من المملكة المجرية، منذ عام 907، تحت اسم «غرب المجر»، والتي كانت تطالب بها المجر. كان أغلب سكان غرب المجر من الناطقين بالألمانية، لكنها اشتملت أيضًا على أقليات ناطقة باللغتين الكرواتية والمجرية، وأصبحت جزءًا من جمهورية النمسا من خلال معاهدة سان جيرمان في عام 1921. مع ذلك، وبعد الاستفتاء الذي اعترضت عليه النمسا، بقيت عاصمة مقاطعة شوبرون في المجر.
أغضبت معاهدة سان جيرمان السكان الألمان في النمسا الذي ادعوا بأنها تنتهك النقاط الأربع عشرة التي وضعها رئيس الولايات المتحدة وودرو ويسلون خلال محادثات السلام، وتحديدًا حق «تقرير المصير» لجميع الدول. شعر العديد منهم أن النمسا، ومع فقدان 60% من أراضي إمبراطورية ما قبل الحرب، لم تعد قابلة للحياة من الناحية الاقتصادية والسياسية كدولة مستقلة دون اتحاد مع ألمانيا. أصبحت فيينا التي يبلغ عدد سكانها مليوني نسمة عاصمة لبلد صغير يبلغ عدد سكانه 6.5 مليون نسمة، دون أن تكون الإمبراطورية النمساوية قادرة على إطعام سكانها، إذ لم تتجاوز نسبة الأراضي النمساوية الصالحة للزراعة حينها 17.8% من مساحة الإمبراطورية.
كان استمرار الإمبراطورية النمساوية، في أغلب سنوات العقد الثالث من القرن العشرين، موضع شك. ويرجع ذلك، بشكل جزئي، إلى أن النمسا لم تكن أبدًا ولاية قومية ألمانية نمساوية بالمعنى الدقيق للمصطلح. على الرغم من وجود الدولة النمساوية استمر مدة 700 عام بشكل أو بآخر، إلا أنها لم تكن تمتلك قوى توحيدية حقيقية، بخلاف سلالة هابسبورغ والهويات الإقليمية للتيروليين والكيرنتنيين وغيرهم.